# Џ
Џ, џ e буква от кирилските сръбска и абхазка азбуки, както и част от писмената норма на македонския говор. В сръбската азбука е 29-а, а в македонската подредба – 30-а. Обозначава звучния задвенечен преградно-проходен съгласен звук /d͡ʒ/ (в абхазкия – /ɖʐ/ или /dʐ/). В другите кирилски писмености на буквата Џ съответстват буквосъчетанията дж и чж, а така също и буквите Җ, Ӂ и Ҷ.
Буквата Џ произлиза от румънската кирилица, в която е въведена през 15 век и обозначава същия звук /d͡ʒ/. Буквата Џ вероятно е получена след видоизменяне на Ч. В сръбската писменост се среща преди всичко в думи, заимствани от или през турски език, в периода след 17 век, но непостоянно. В първия вариант на реформираната от Вук Караджич сръбска азбука, буквата Џ не е включена (1814). Вместо нея той използва буквосъчетанието чж: Боїачжиа, Карапанчжић, въпреки че е знаел за съществуването ѝ. Появява се в много по-късна версия на неговата азбука.
Буквата Џ, заедно с още няколко букви, е въведена в новосъздадената македонска писмена норма от Езиковите комисии на АСНОМ на 4 декември 1944 година след гласуване (10 гласа „за“, 1 „против“). Алтернативно предложение на Џ е използването на диграфа дж по български образец, но по „политически съображения“ това не бива прието.
В църковнославянските шрифтове, както в старопечатните, така и в съвременните, понякога се използва начертанието на Џ за обозначение на буквата Ц.

## Кодове
| Буква  | Уникод |
| ------ | ------ |
| Главна | U+040F |
| Малка  | U+045F |